# (11104) Airion
(11104) Airion est un astéroïde de la ceinture principale.

## Description
(11104) Airion est un astéroïde de la ceinture principale. Il fut découvert le 6 octobre 1995 à Haleakala par l'observatoire AMOS. Il présente une orbite caractérisée par un demi-grand axe de 2,94 UA, une excentricité de 0,11 et une inclinaison de 11,5° par rapport à l'écliptique.

## Compléments